# ネイキッド・ブラザーズ・バンド
『ネイキッド・ブラザーズ・バンド』（原題　The Naked Brothers Band）はアメリカ合衆国のケーブルテレビチャンネル「ニコロデオン」で2007年1月27日から放送されているドラマ番組。日本でも同チャンネルで放送されていた。実際にあるバンドのメンバーの恋愛・友情・悩みなどをドキュメンタリータッチに描いているコメディー・ドラマである。海外での略称はNBB。

## スタッフ
- 製作総指揮・ディレクター・脚本-ポーリー・ドレーパー（Polly Draper）
- コンサルティングプロデューサー- ティム・ドレーパー（Tim Draper）　 　など

## キャスト
ナット・ウォルフ（ナット・ウルフ-Nat Wolff）/吹き替え：
バンドでのリードヴォーカルで作詞作曲も担当。アレックスの兄。バンドメンバーのロザリーナに恋している。ちょっとシャイだが優しい性格をしている。
アレックス・ウォルフ（アレックス・ウルフ-Alex Wolff）/吹き替え：中司ゆう花
ドラム担当。たまにメインヴォーカルとなる時もある。ナットの弟。ベビーシッターのジェシーのことが好きであり、スケボー仲間のファンニータにも好意を持っている様子。ミルクが大好きでミルクの広告にも出演。フェイクピアスをしたり、ペイントタトゥーをしたりしている。
ロザリーナ（アリー・ディメコ-Allie DiMeco）/吹き替え：
バス担当。バンドで唯一の女の子メンバー。ナットより二歳年上である。ロザリーナは7個の楽器を演奏する設定だが、実際にアリーはバス・チェロ・ドラムの3つを演奏する。
トーマス（トーマス・バトゥエロ-Thomas Batuello）/吹き替え：外村茉莉子
チェロ担当。ロザリーナ不在時（シーズン3）に一時的にベーシストになった。いたずらが大好きでよくデイビットやクワシムと悪ふざけをしている。弟がいる。
デイビット（デイビット・レビ-David Levi）/吹き替え：
キーボード担当。E.T.というブルドッグを飼っている。メガネをかけている。
クワシム（クワシム・ミドルトン-Qaasim Middleton）/吹き替え：
ギター担当。バンドで最も新しいメンバーでコール・ホーキンズ（ジャシュア・ケイ）に変わり加入。頭がいいらしい。弟がいる。
クーパー（クーパー・ピロット-Cooper Pillot）/吹き替え：
バンドマネージャーの少年。黒縁のメガネをかけている。
パパ（マイケル・ウォルフ-Michael Wolff）/吹き替え：相沢正輝
ナットとアレックスの父親。アコーディオンを演奏する。ベティーというウクレレ好きな女性と付き合っていたが、双子の弟にベティーをとられ失恋してしまう。
ジェシー（ジェシー・ドレーパー-Jesse Draper）/吹き替え：
ナットとアレックスのベビーシッター。ティママンブラザーズの3人はボーイフレンドである。
マ・ストックデール/吹き替え：狩野茉莉

## 各話タイトル
※アメリカでの放送を基準としている。日本未放送分を含む。

### パイロット
1. The Naked Brothers Band: The Movie

### 第1シーズン
1. 1 VMA's
2. 2 Wolff Brothers Cry Wolf
3. 3 Nat is a Stand-Up Guy
4. 4 Fishin' For Love
5. 5 Alex's Clothing Line
6. 6 Puberty
7. 7 A Rebel and a Skateboarder
8. 8 A Man Needs a Maid
9. 9 First Kiss (On The Lips, That Is)
10. 10 The Song
11. 11-12 Battle of the Bands
12. 13 Alien Clones

### 第2シーズン
1. 14-15 Sidekicks
2. 16 Great Trip
3. 17 Three is Enough
4. 18 The Talk Show
5. 19 The Bar Mitzvah
6. 20 Uncle Miles
7. 21 Concert Special #2
8. 22 Everybody's Cried at Least Once
9. 23 Cleveland
10. 24 The County Fair
11. 25 County Fair Concert Special
12. 26-28 Polar Bears

### 第3シーズン
1. 29-30 Mystery Girl
2. 31-32 Operation Mojo
3. 33 The Supertastic 6
4. 34 Christmas Special
5. 35 Valentine Dream Date
6. 36-37 Naked Idol
7. 38-39 The Premiere
8. 40-41 No School's Fools Day

### TVスペシャル
1. Been There, Rocked That
2. Secrets of the NBB Summer Tour

## 楽曲リスト
- 主題歌　If That's Not Love
- The Naked Brothers Band: The Movie使用曲

1. Crazy Car
2. I Need You
3. Motormouth
4. Hardcore Wrestlers (with Inner Feelings)
5. Rosalina
6. If There Was a Place to Hide
7. Got No Mojo
8. That's How It Is

- シーズン1使用曲

1. Taxi Cab
2. Banana Smoothie
3. Crazy Car
4. Girl of My Dreams
5. Fishing For Love
6. I Indeed Can See
7. I'm Out
8. Sometimes I'll Be There""L.A."
9. I Could Be
10. Beautiful Eyes
11. Run
12. Nowhere (I Miss My Family)
13. Alien Clones
14. Long Distance
15. Catch Up With The End

- シーズン2使用曲

1. I Don't Want to Go to School
2. Eventually
3. Mystery Girl
4. I'll Do Anything
5. I've Got a Question
6. Body I Occupy
7. Why
8. If You Can Make It Through the Rain
9. Proof of My Love
10. Great Trip
11. Three Is Enough
12. Everybody's Cried at Least Once
13. Tall Girls, Short Girls...You
14. Changing

- シーズン3使用曲

1. Face In The Hall
2. Scary World
3. All I Needed
4. Blueberry Cotton
5. Yes We Can
6. Flying Away
7. Curious
8. I Feel Alone
9. Your Smile
10. Little Old Nita
11. Jesse
12. No Night is Perfect
13. Fire
14. Just The Girl I Know
15. The World (As We Know It Today)

## 備考
主役のナットとアレックスは実の兄弟であり、父親を演じるマイケルが実の父親、ベビーシッターのジェシーが実のいとこにあたる。製作総指揮・ディレクター・脚本は彼らの母親であるポーリー・ドレーパーが勤めている。

## グッズ
アメリカでは以下の関連商品が発売されている。洋書も多数発売されている。
- DVD

1. The Naked Brothers Band The Movie（2007年4月3日発売）
2. Battle of the Bands（2007年9月4日発売）
3. Polar Bears（2008年6月17日発売）
4. The Naked Brothers Band Season 1（2008年1月8日発売）
5. The Naked Brothers Band Season 2（2008年10月21日発売）

- CD

1. The Naked Brothers Band（2007年10月9日発売）
2. I Don't Want to Go to School（2008年4月15日発売）

- ゲーム

1. The Naked Brothers Band The Video Game（2008年10月20日発売）ニンテンドーDS